# 昭通站
昭通站，位于中华人民共和国云南省昭通市昭阳区小龙洞回族彝族乡，是内昆铁路上的火车站，建于2002年4月，成都铁路局宜宾车务段管辖。

## 历史
昭通站建于2002年4月。2011年6月完成货场改造。
2014年8月3日昭通市发生鲁甸地震，救灾物资集中送至昭通火车站。

## 车站结构
昭通站位于内昆铁路K365+613处，候车室面积1058平方米，可容纳旅客700人，货运仓库6个，面积5030平方米。设站台2个、地道1座、正线1条、到发线5条。